# 에스트렐라 담
에스트렐라 담(스페인어: Estrella Damm)은 스페인의 맥주회사 담이 제조하는 맥주이다. 이 제품은 스페인에서 제일 오래된 맥주 제품이다.